# Hypselistes basarukini
Hypselistes basarukini là một loài nhện trong họ Linyphiidae.
Loài này thuộc chi Hypselistes. Hypselistes basarukini được Yuri M. Marusik & Leech miêu tả năm 1993.